# Janina Borysiak
Janina Borysiak – polska biolog, profesor nauk biologicznych.

## Życiorys
W 1995 r. habilitowała się na podstawie pracy zatytułowanej Struktura aluwialnej roślinności lądowej środkowego i dolnego biegu Warty. W 2005 uzyskała tytuł profesora nauk biologicznych.  Została zatrudniona na stanowisku profesora zwyczajnego w Instytucie Geografii Fizycznej i Kształtowania Środowiska Przyrodniczego na Wydziale Nauk Geograficznych i Geologicznych Uniwersytetu im. Adama Mickiewicza w Poznaniu.
Jest profesorem na Wydziale Geografii Społeczno-Ekonomicznej i Gospodarki Przestrzennej Uniwersytetu im. Adama Mickiewicza w Poznaniu.